# Aulacochthebius exaratus
Aulacochthebius exaratus är en skalbaggsart som först beskrevs av Étienne Mulsant 1844.  Aulacochthebius exaratus ingår i släktet Aulacochthebius och familjen vattenbrynsbaggar. Inga underarter finns listade i Catalogue of Life.